# Бен Ціон Соломон
Бен Ціон Соломон (англ. Ben Zion Solomon) — ізраїльський музикант американського походження, найбільш відомий як член-засновник єврейської рок-групи «Diaspora Yeshiva Band», де він грав на скрипці та банджо з 1975 по 1983 рік. Учень Шломо Карлебаха. Соломон та його родина були одними з перших мешканців мошаву Карлебаха, Мево Моді'ім. Пізніше його сини заснували гурти «Moshav», «Soulfarm» і «Га-Макор».

## Біографія
Бен Ціон Соломон народився у Сан-Франциско, США. Він закінчив музичний коледж Берклі, де вивчав історію музики.
Живучи в районі Хейт-Ешбері (Сан-Франциско) на початку 1970-х років, Соломон відвідував зібрання в Будинку любові та молитви. Там він зустрів рабина Шломо Карлебаха, який переконав його переїхати до Ізраїлю.

## Кар'єра

### «Diaspora Yeshiva Band»
Соломон відвідував діаспорну єшиву та у 1975 році разом із однокурсниками Аврагамом Розенблюмом, Сімхою Абрамсоном, Рубі Харрісом, Адамом Векслером та Гедалією Ґольдштейн став співзасновником гурту «Diaspora Yeshiva Band». Змішавши рок і блюграс з єврейськими текстами, група мала великий вплив на єврейську музику і записала шість альбомів до свого розпаду в 1983 році.

### Бен Ціон Соломон і сини
Соломон записав три альбоми зі своїми дітьми під назвою «Бен Ціон Соломон і сини». Вони грали разом із гуртом «Рева-ле-Шева» в Біньяней-га-Ума у 1998 році, щоб відзначити четверті роковини смерті Карлебаха. 2012 року вони дали тут ще один концерт для вшанування Карлебаха, цього разу до них приєдналися Єгуда Кац, Хаїм-Давід Сарачік, Шломо Кац та Агарон Разель.

## Сім'я та особисте життя
Соломон познайомився зі своєю дружиною Діною, коли жив у Каліфорнії. До зустрічі з Карлебахом вони були гіпі і жили в комуні на півночі Каліфорнії. Діна займається харчуванням і дієтами, видала кулінарну книгу «Дикий інжир на сніданок».
Соломони були однією з перших сімей, які оселилися в мошаві Карлебаха Мево Моді'ім після його заснування в 1976 році, і їх відібрав сам Карлебах. Актор Ерік Андерсон зупивнявся у їхньому будинку на шабат, готуючись зіграти Карлебаха в бродвейському мюзиклі «Доктор душ».
Кілька синів Соломона стали видатними єврейськими музикантами: Ной Соломон разом із Сі Ланцбом заснував гурт «Soulfarm»; Єгуда, Йосеф і Меїр Соломон сформували гурт «Moshav» разом із мешканцем Мево Моді'ім Дувідом Свірскі; і Нахман Соломон створив гурт «Га-Макор». Нахман, Йосеф і Срулі Соломон також виступають разом як гурт «Solomon Brothers Band».

## Дискографія

### Сольні альбоми
- Now and Then (2006)

### Із гуртом «Diaspora Yeshiva Band»
- The Diaspora Yeshiva Band (1976)
- Melave Malka with the Diaspora Yeshiva Band (1977)
- At the Gate of Return (1978)
- Live From King David's Tomb (1980)
- Land of Our Fathers (1981)
- Diaspora Live on Mt. Zion (1982)
- Live at Carnegie Hall (1992)
- The Diaspora Collection (2000)

### Із Шломо Карлебахом
- Nachamu Nachamu Ami (1983) (продюсер, мандоліна, скрипка)

### Із «Бен Ціон Соломон і сини»
- Give Me Harmony: Songs of R' Shlomo Carlebach (1996)
- L'Chu N'ran'noh (2000)
- Nishmas Kol Chai (2002)

### Альбоми та збірники пісень Бреслава
Соломон продюсував, досліджував та виконав декілька альбомів традиційних мелодій для Бреславського науково-дослідного інституту.
- Shabbat Vol. 1 — Azamer Bishvochin (1986)
- Shabbat Vol. 2 — Me'eyn Olam Haba (1986)
- Simcha Vol. 1 — Ashreinu (1987)
- Simcha Vol. 2 — Plioh (1988)
- Shabbat Vol. 3 — Asader Lis'udoso (1990)
- Simcha Vol. 3 — Kochvei Boker (1993)
- Shabbat Vol. 4 — B'nei Heicholo (2007)
- Shabbat Vol. 5 — B'Moitso'ei Yoim M'nuchoh (2011)